# Narcopisos en España
Los narcopisos en España son viviendas ocupadas ilegalmente por traficantes de heroína y crack y habilitados como centros de venta al público y consumo. Los narcopisos proliferan especialmente en barrios obreros de grandes ciudades como Madrid y Barcelona.

## Ubicación
En Barcelona, según la Guardia Urbana en 2017 había 60 narcopisos en el distrito de Ciutat Vella, la mayoría en el barrio de El Raval.
En Madrid, el principal barrio afectado es San Diego, en el distrito de Puente de Vallecas. En 2017 la Policía contabilizó 24 narcopisos en esta zona y los vecinos llegaron a identificar 35. También afecta a los distritos de Carabanchel, Centro, Latina, Usera, Villa de Vallecas y Villaverde.